# Mahé

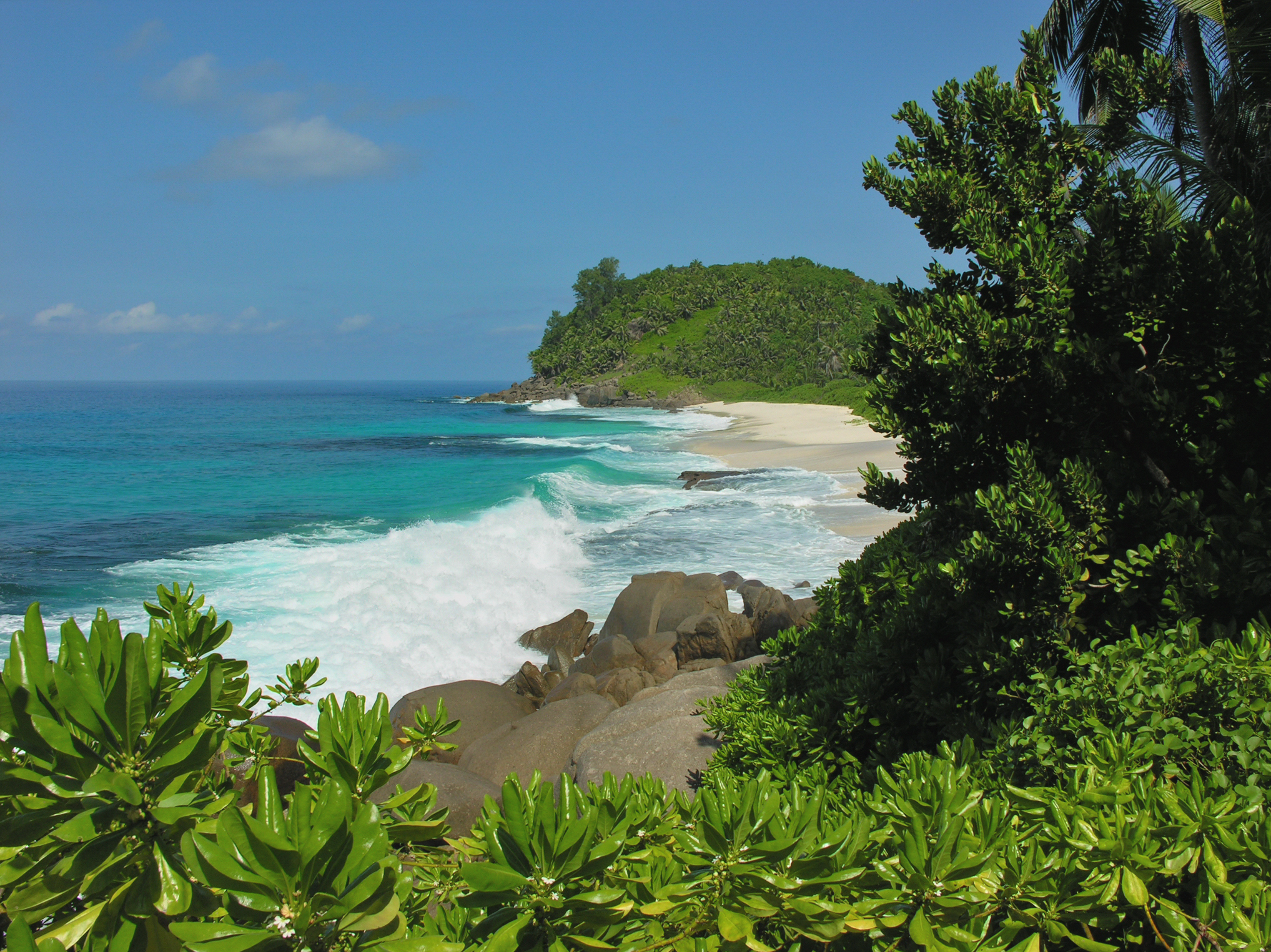
Pláž na ostrově Mahé

Mahé je 28 km dlouhý a 8 km široký ostrov o rozloze 154,7 km², je největší ze 115 ostrovů Seychel. Na ostrově žije 72 tisíc lidí, což představuje zhruba 90 % populace Seychel. Centrem ostrova je město Victoria, které je jedním z nejmenších hlavních měst světa.
Od otevření letiště a vyhlášení nezávislosti na Velké Británii v roce 1976 je ostrov Mahé branou na souostroví Seychely pro turisty, kteří jej hodlají navštívit.

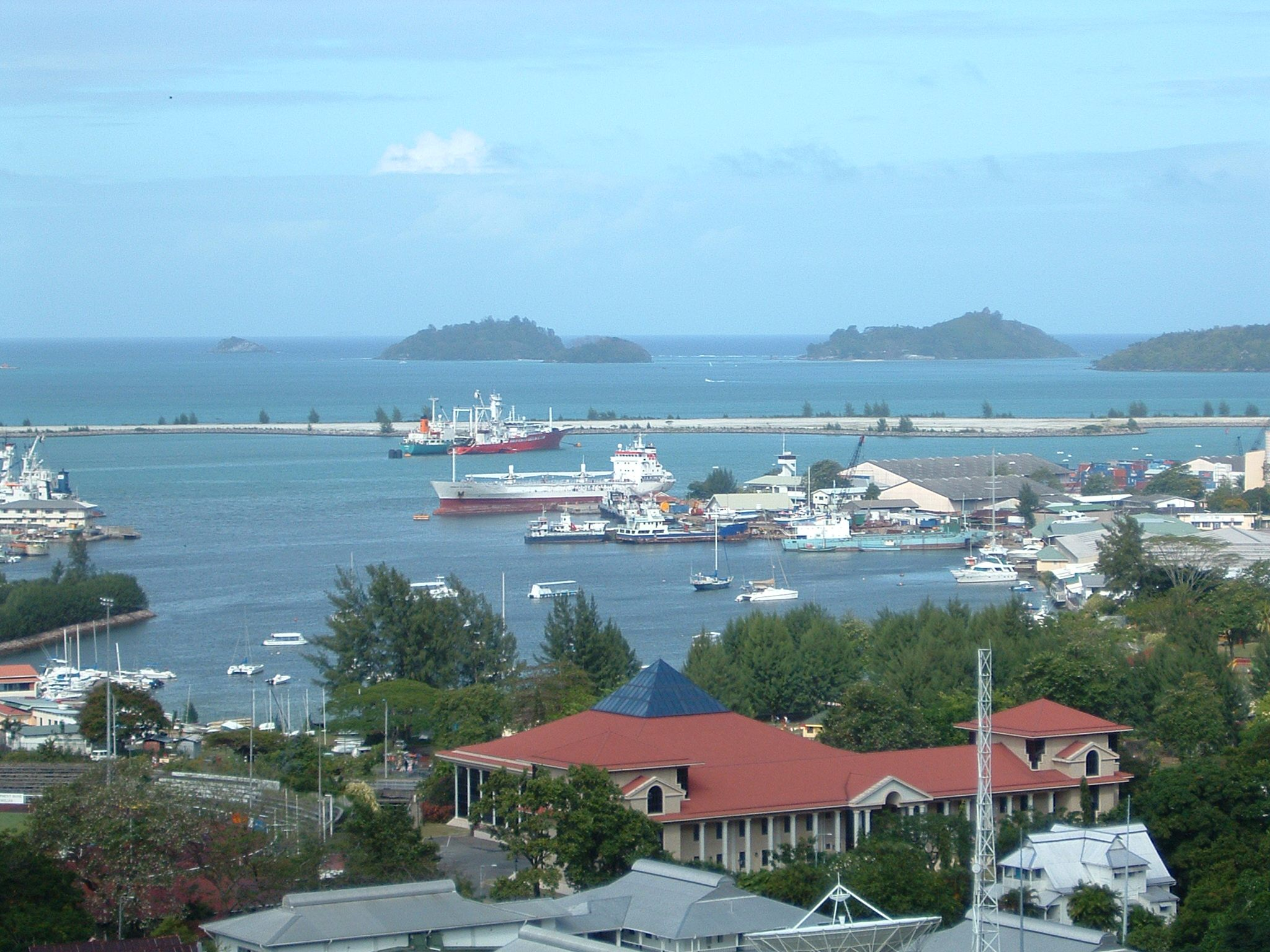
Přístav hlavního města Seychel, Victoria

Velké části žulového ostrova jsou porostlé tropickým mlžným lesem. Na ostrově leží hora Morne Seychellois, o nadmořské výšce 905 metrů nad mořem, která je nejvyšším bodem souostroví. Na severu ostrova se nachází mangrovy.
Několik kilometrů od ostrova se nachází menší ostrovy Sainte Anne, Île au Cerf, Île Longue, Île Moyenne, Île Ronde, Île Sèche, Conception, Île Thérese a Île aux Vaches.
Ostrov objevili v roce 1609 Angličané. Ostrov byl až do expedice Francouze Lazara Picaulta v roce 1742 neobydlený. Francouzům patřil ostrov do roku 1814, v tomto roce ho anektovali Angličané. Až do vyhlášení nezávislosti Seychel v roce 1976 byl ostrov součástí britského impéria.